# Pockau
Pockau är en ort och tidigare  kommun i kommunen Pockau-Lengefeld i Landkreis Erzgebirgskreis i förbundslandet Sachsen i Tyskland. Kommunen upphörde 1 januari 2014 genom sommanslagning med den dåvarande kommunen Lengefeld i Pockau-Lengefeld.[källa behövs]